# Groźba bezprawna
Groźba bezprawna – groźba popełnienia przestępstwa na szkodę zagrożonego lub osoby jemu najbliższej, wzbudzająca uzasadnioną obawę, że będzie spełniona, a także groźba spowodowania postępowania karnego lub innego postępowania, w którym może zostać nałożona administracyjna kara pieniężna lub rozgłoszenia wiadomości uwłaczającej czci zagrożonego lub osoby jemu najbliższej.
Nie stanowi groźby zapowiedź spowodowania postępowania karnego, jeżeli ma ona jedynie na celu ochronę prawa naruszonego przestępstwem lub zachowaniem zagrożonym administracyjną karą pieniężną.
Definicję groźby bezprawnej można skonstruować na podstawie art. 115 § 12 Kodeksu karnego:
Groźbą bezprawną jest zarówno groźba, o której mowa w art. 190, jak i groźba spowodowania postępowania karnego lub innego postępowania, w którym może zostać nałożona administracyjna kara pieniężna, jak również rozgłoszenia wiadomości uwłaczającej czci zagrożonego lub jego osoby najbliższej; nie stanowi groźby zapowiedź spowodowania postępowania karnego lub innego postępowania, w którym może zostać nałożona administracyjna kara pieniężna, jeżeli ma ona jedynie na celu ochronę prawa naruszonego przestępstwem lub zachowaniem zagrożonym administracyjną karą pieniężną
oraz art. 190. § 1:
Kto grozi innej osobie popełnieniem przestępstwa na jej szkodę lub szkodę osoby najbliższej, jeżeli groźba wzbudza w zagrożonym uzasadnioną obawę, że będzie spełniona, podlega grzywnie, karze ograniczenia wolności albo pozbawienia wolności do lat 2. § 2. Ściganie następuje na wniosek pokrzywdzonego.
Groźba bezprawna polega na zagrożeniu wolności człowieka od poczucia zagrożenia. Istotne jest (w odróżnieniu od groźby karalnej), że zagrożenie nie musi być związane z obawą popełnienia na pokrzywdzonym czynu przestępczego, wystarczające jest, że zachowanie sprawcy (tj osoby grożącej) powoduje poważną i uzasadnioną obawę, strach.
Groźba bezprawna jest pojęciem szerszym od groźby karalnej, o której mowa w art. 190 § 1 k.k.
 Artykuł uwzględnia ograniczony pod względem terytorialnym stan prawny na 4 maja 2019. Zapoznaj się z zastrzeżeniami dotyczącymi pojęć prawnych w Wikipedii.